# Jasmila Žbanićová
Jasmila Žbanićová (* 19. prosince 1974 Sarajevo, Socialistická federativní republika Jugoslávie) je bosenskohercegovská režisérka bosňáckého původu.

## Život
Jasmila Žbanićová odpromovala na Akademii scénických umění v Sarajevu, obor filmové a divadelní režie. Je zakladatelkou uměleckého sdružení Deblokada (Deblokáda). V roce 2006 zvítězil její celovečerní film Grbavica na Berlínském filmovém festivalu, odkud si také odvezla další dvě ceny, Cenu Ekumenické rady a Cenu za mír.
V roce 2020 natočila válečné drama Quo Vadis, Aida?  o masakru ve Srebrenici. Tento film věnovala ženám ve Srebrenici a jejich 8372 zabitým synům, otcům, manželům, bratrům, bratrancům a sousedům.

## Ceny
- Cena Zlatý medvěd za celovečerní film Grbavica
- Cena ekumenické poroty za celovečerní film Grbavica
- Cena pro mír za celovečerní film Grbavica
- Cena Veliká pečeť za nejlepší film v regionální konkurenci na Mezinárodním festivalu dokumentárních filmů v Záhřebu ZagrebDox
- Cena Centra Soros za současné umění za film Autobiografija (Autobiografie)
- Cena Centra Soros za současné umění za film Poslije, poslije (Potom, potom)
- Speciální cena na Sarajevském filmovém festivalu (1998) za dokumentární film Noć je, mi svijetlimo (Je noc, my svítíme)
- Cena komise Filmového festivalu New York Expo (1999) za dokumentární film Noć je, mi svijetlimo (Je noc, my svítíme)
- Special Mention na Filmovém festivalu Alpe Adria za dokumentární film Crvene gumene čizme (Červené gumové holinky)
- European Film Awards (2021) za nejlepšího režiséra filmu Quo Vadis, Aida?

## Filmografie
- Quo Vadis, Aida? (2020)

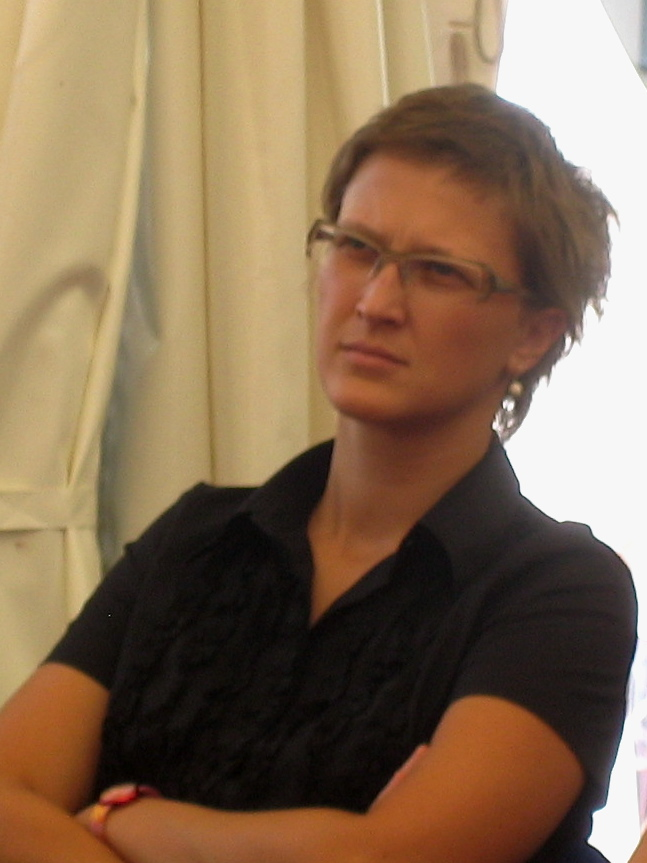
Jasmila Žbanićová na festivalu v Sarajevu (2007)

- Men Don't Cry (2017, Chlapi nepláčou)

- One Day in Sarajevo (2014, Jeden den v Sarajevu)
- Otok ljubavi (2013, Ostrov lásky)
- For Those Who Can Tell No Tales (2013, Pro ty, kteří nemohou vyprávět příběhy)
- Na putu (2010, Na cestě; celovečerní film)
- Grbavica, (2006, celovečerní film)
- Rođendan, (2004, Narozeniny)
- Sjećaš li se Sarajeva, (2003, Vzpomínáš na Sarajevo)
- Crvene gumene čizme, (2000, Červené gumové holinky; dokumentární film)
- Ljubav je…, (1998, Láska je…)
- Noć je, mi svijetlimo, (1998, Je noc, my svítíme; dokumentární film)
- Poslije, poslije, (1997, Potom, potom)
- Autobiografija, (1995, Autobiografie)